# Jesús Barón Téllez
Jesús Barón Téllez (n. Tarrasa, provincia de Barcelona,  el 9 de septiembre de 1982) más conocido como Jesús Barón, es entrenador de fútbol español que actualmente se encuentra sin club.

## Trayectoria
Nacido en Tarrasa, Jesús comenzó su trayectoria en los banquillos como entrenador del fútbol base del Club Esportiu Mercantil de Sabadell, en el que trabajó desde 2008 a 2012.
En julio de 2012, firma como coordinador del futbol base y gerente del club de la Centre d'Esports Manresa de la Primera Catalana, en el que trabajó durante tres temporadas.
En la temporada 2016-17, firmó como entrenador del Cerdanyola del Vallès Futbol Club, del Grupo V de la Tercera División de España.
El 15 de noviembre de 2017, firma como entrenador de la UE Sant Julia de la Primera División de Andorra, en el que trabaja durante dos temporadas, abandonando el club en junio de 2019, tras clasificarlo para la Europa League. 
El 1 de marzo de 2022, firma como entrenador del FC Ordino de la Primera División de Andorra.
El 20 de julio de 2022, se compromete con el UE Engordany de la Primera División de Andorra. rescindiendo el contrato en enero del 2023 debido a la desaparición del club.
El 15 de julio de 2023, ficha como entrenador del CE Mataró. 
En marzo del 2024 ficha por el club de su ciudad C.F.C.S. JUAN XXIIIque en aquel momento luchaba por salvarse en la categoría de 3ª catalana. Tras lograr acabar 8º en la clasificación, renueva como entrenador y director deportivo, siendo el cargo que ostenta en la actualidad.  

## Clubes

### Como entrenador
| Club                                          | País               | Año       |
| --------------------------------------------- | ------------------ | --------- |
| Club Esportiu Mercantil (Fútbol base)         | Bandera de España  | 2008-2012 |
| Centre d'Esports Manresa (Director deportivo) | Bandera de España  | 2012-2015 |
| Cerdanyola del Vallès Futbol Club             | Bandera de España  | 2016-2017 |
| UE Sant Julia                                 | Bandera de Andorra | 2017-2019 |
| FC Ordino                                     | Bandera de Andorra | 2022      |
| UE Engordany                                  | Bandera de Andorra | 2022-2023 |
| CE Mataro                                     | Bandera de España  | 2023-2024 |
| C.F.C.S. Juan XXIII                           |                    | 2024-2025 |